# Metriocnemus rufiventris
Metriocnemus rufiventris är en tvåvingeart som beskrevs av Jean-Jacques Kieffer och August Friedrich Thienemann 1908. Metriocnemus rufiventris ingår i släktet Metriocnemus och familjen fjädermyggor.
Artens utbredningsområde är Tyskland. Inga underarter finns listade i Catalogue of Life.